# Akçakısrak, Sındırgı
Akçakısrak là một xã thuộc huyện Sındırgı, tỉnh Balıkesir, Thổ Nhĩ Kỳ. Dân số thời điểm năm 2010 là 364 người.